# Кутейниково (Донецкая область)
Куте́йниково — посёлок городского типа в Донецком районе Донецкой области Украины. Де факто — с 2014 года населённый пункт контролируется самопровозглашённой Донецкой Народной Республикой.

## История
Поселение основано в 1878 году, когда в ходе строительства железнодорожной линии Иловайская — Таганрог здесь была построена железнодорожная станция Кутейниково.
По состоянию на начало 1953 года, в посёлке городского типа Кутейниково действовали предприятия по обслуживанию железнодорожного транспорта, предприятия мукомольной промышленности, средняя школа, семилетняя школа и кинотеатр.
По состоянию на 1973 год, здесь действовали предприятия по обслуживанию железнодорожного транспорта и хлебокомбинат.
По состоянию на 1980 год, численность населения составляла 2,8 тыс. человек, здесь действовали комбинат хлебопродуктов, комбикормовый завод, средняя школа, медицинская амбулатория, Дом культуры и библиотека.
В 1989 году численность населения составляла 2601 человек.
По результатам Всеукраинской переписи населения 2001 года численность населения составляла 2 156 человек[уточнить].
По состоянию на 1 января 2011 года численность населения составляла 1767 человек, на 1 января 2012 года — 1734 человека, на 1 января 2013 года — 1716 человек.

## Инфраструктура
В посёлке есть комбинат хлебопродуктов, автоколонна при комбинате хлебопродуктов, комбикормовый завод, элеватор, школа, детский сад, амбулатория, железнодорожная станция Кутейниково.

## Известные жители
В посёлке родились два Героя Советского Союза — Александр Ивашко и Михаил Васильевич Симонов.
В поселке 23 сентября 1920 года был убит командир Революционно Повстанческой Армии Украины атаман Живодеров.